# والتر إليسون
والتر إليسون (بالإنجليزية: Walter Ellison)‏ هو رسام أمريكي، ولد في 1899، وتوفي في 1977.